# سیارک ۵۶۲۸۰
سیارک ۵۶۲۸۰ (به انگلیسی: 56280 Asemo، نامگذاری:1999KS5) پنجاه و شش هزار و دویست و هشتادمین سیارک کشف شده‌است که در ۲۲ مه ۱۹۹۹ کشف شد.